# Harlem (Florida)
Harlem is een plaats (census-designated place) in de Amerikaanse staat Florida, en valt bestuurlijk gezien onder Hendry County. De plaats ligt ten zuidwesten van de stad Clewiston, heeft een oppervlakte van ca. 2,5 km² en van de ongeveer 2.600 inwoners is meer dan 90% van Afrikaans-Amerikaanse afkomst. Zo'n 32% van de bevolking leeft onder de armoedegrens.

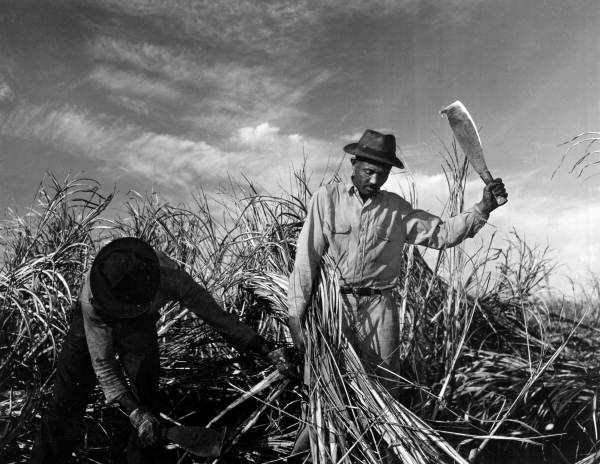
Jamaicaanse arbeiders snijden suikerriet nabij Harlem in 1947.

Direct ten oosten van de plaats is een grote suikerfabriek gevestigd van U.S. Sugar, een van de grootste rietsuikerproducenten van de Verenigde Staten. Deze industrie bezorgde Clewiston de bijnaam America's Sweetest Town. Harlem zelf begon in de jaren 1920 als nederzetting van seizoensarbeiders in de suikerrietbouw, van wie de meesten Afrikaans-Amerikaans waren. In de jaren 1940 kwamen seizoensarbeiders uit onder meer Jamaica naar Harlem om in de rietsuikerindustrie te werken.

## Raciale segregatie
Feitelijk waren Harlem en Clewiston gescheiden gemeenschappen, Harlem zwart en Clewiston blank. Nog steeds is 95% van de bevolking van Harlem Afrikaans-Amerikaans.
In Harlem was een school gevestigd, de Harlem Academy, die vóór 1971 de jure alleen voor zwarten (Afro-Amerikanen) was opengesteld. Blanke leerlingen in het district gingen uitsluitend naar de scholen in Clewiston, zwarte leerlingen uitsluitend naar Harlem Academy. In 1971 vaardigde een federale rechtbank aan het schoolbestuur van Hendry County een zogeheten desegregation order uit, die het schoolbestuur verplichtte concreet werk te maken van het integreren (desegregeren) van hun 'duale' onderwijsstelsel. Hoewel de scholen in het district snel volledig waren geïntegreerd, bleek in 2016 dat het betreffende bevel formeel nog niet was beëindigd. (Dat gold ook voor 7 andere schooldistricten in Florida.) De federale regering en het bestuur van Hendry County dienden gezamenlijk een verzoek in bij de rechtbank om het bevel te laten vervallen zodra de laatste probleempunten (onder meer de samenstelling van het personeel) waren aangepakt.

## Voorzieningen en cultuur
Harlem Academy als zodanig was al in de jaren 1970 opgeheven, en in het oude schoolgebouw huizen nu een kinderdagverblijf en, sinds 2000, een openbare bibliotheek met als bijzonderheid een Afrikaans-Amerikaanse collectie. Ieder jaar in mei vindt in Harlem het Brown Sugar Festival plaats, waarbij onder meer voormalige bewoners uit alle windstreken naar Harlem terugkeren.